# Гунько Юрій Дмитрович
Юрій Дмитрович Гунько (28 лютого 1972, м. Київ, СРСР) — український хокеїст, лівий захисник. 
Виступав за ШВСМ (Київ), «Сокіл» (Київ), «Ак Барс» (Казань), ХК «Ганновер», ЦСКА (Москва), «Газовик» (Тюмень), ХК «Зволен», АТЕК (Київ).
У складі національної збірної України провів 151 матч (9+38); учасник зимових Олімпійських ігор 2002 (4 матчі, 0+1); учасник чемпіонатів світу 1993 (група C), 1994 (група C), 1995 (група C), 1998 (група B), 1999, 2002, 2003, 2004, 2005, 2006, 2007, 2008 (дивізіон I) і 2009 (дивізіон I). У складі молодіжної збірної СРСР учасник чемпіонату Європи 1990.
Досягнення
- Чемпіон Росії (1998)
- Чемпіон України (1993, 1995, 2003, 2004, 2005, 2006, 2007, 2009).

Нагороди
- Орден «За заслуги» III ступеня (2008)[1].